# Rocael Hurtado
Rocael Hurtado Mazariegos (Quetzaltenango, 1900 - 1973) foi um marimbista e compositor guatemalteco.
Rocael Hurtado se iniciou na música desde sua infância na cidade de Quetzaltenango, onde nasceu, tocando em um grupo de marimba chamado Hurtado Hermanos, do qual chegaria a ser diretor, anos mais tarde.
Posteriormente, foi diretor do grupo de marimba La Voz de los Altos, atualmente pertencente ao Ministério da Cultura e Esportes da Guatemala.
Rocael iniciou sua produção aos 12 anos de idade, com a composição Herlinda. Logo após, enriqueceu seu repertório com numerosas peças, marcadas por ritmos regionais e de salão que caracterizaram a marimba.

## Obra
Algumas das principais composições de Rocael Hurtado são:
- Adoración.
- Al calor de tus besos.
- As de ases.
- Boca con boca.
- Celajes dorados.
- Centroamericanas.
- Coqueteando.
- Diamante negro (um pasodoble).
- Gitana mía.
- Mi reina.
- Murmullo.
- Tenis Club.
- Verdirrojo.
- Visión azul.